# Sigchos
Sigchos är en ort i Ecuador.   Den ligger i provinsen Cotopaxi, i den centrala delen av landet, 70 km sydväst om huvudstaden Quito. Sigchos ligger 2 849 meter över havet och antalet invånare är 1 272.
Terrängen runt Sigchos är bergig norrut, men söderut är den kuperad. Terrängen runt Sigchos sluttar norrut. Runt Sigchos är det ganska glesbefolkat, med 23 invånare per kvadratkilometer. Det finns inga andra samhällen i närheten. Omgivningarna runt Sigchos är en mosaik av jordbruksmark och naturlig växtlighet.